# Distretto di Dhar
Il distretto di Dhar è un distretto del Madhya Pradesh, in India, di 1 740 577 abitanti. È situato nella divisione di Indore e il suo capoluogo è Dhar.